# Каменка (Слободковский сельсовет, Бобруйский район)
Каменка (бел. Каменка) — деревня в Бобруйском районе Могилёвской области Беларуси. Входит в состав Слободковского сельсовета.

## География
Деревня находится в юго-западной части Могилёвской области, при автодороге Н-10087, вблизи истока реки Бобруйки, на расстоянии 8 километров западу от города Бобруйска, административного центра района. Абсолютная высота — 157 метров над уровнем моря. Площадь населённого пункта — 1,5767 км².

## История
Деревни Большая Каменка и Малая Каменка известны с XIX века.
По состоянию на 1907 год, в Каменке Большой имелось 33 двора и проживало 313 человек, в Каменке Малой — 30 дворов и 165 человек. В административном отношении входили в состав Горбацевичской волости Бобруйского уезда Минской губернии.
В 1931 году, в ходе проведения коллективизации, был образован колхоз «Красная Каменка». В 1967 году оба населённых пункта были объединены в один — деревню Каменка.

## Население
По данным переписи 2019 года, в деревне проживало 503 человека.
| Год  | Население, человек |
| ---- | ------------------ |
| 1970 | 763                |
| 1986 | ↘ 684              |
| 2007 | ↘ 610              |
| 2009 | ↗ 882              |
| 2019 | ↘ 503              |